# ملاعلی (قزوین)
ملاعلی (قزوین)، روستایی از توابع بخش طارم سفلی شهرستان قزوین در استان قزوین ایران است.
قدمت این روستا با توجه به قبرهای (آرامگاه‌های زرتشتیان) کشف شده در آن به دوران پیش از اسلام برمیگردد چاپار خانه که ۲۵۰۰ سال قبل و در زمان هخامنشیان تأسیس شد، منطقه چاپارخانه ملاعلی هنوز به این نام و در زبان محلی چپرخانه در فاصله ۸۰۰ تا ۱۰۰۰ متری از محل فعلی روستا قرار دارد. قدیمی‌ترین عکسهای به جای مانده از روستا مربوط به بیشتر از یکصد سال و در زمان اواخر حکومت قاجار و خیمه احمد شاه و همراهان در این روستا هست.
موقعیت این روستا در ۶۵ کیلومتری جاده قزوین رشت می‌باشد.
آب و هوای این منطقه مدیترانه‌ای است میانگین دمای آن ۵c- الی ۳۰c می‌باشد.رودخانه مهمی که در این آبادی جاری است از چشمه ساران یوزباشچای نشات می گیرد و پس از عبور از روستاهای الوندی ،شیرین سو طرازان علیا و سفلی در منتهی الیه زمینهای کشاورزی ملاعلی عبور وبعد از گذر از روستاهای پایین دستی چون حسن خانی ، شالق زمین ، کوگیر علیا و سفلی و پاچنار ب رودخانه شاهرود در شهرلوشان یکی شده و از آنجا به سد سفید رود روان میگردد این رودخانه در نقشه های قدیم و جدید به نام رودخانه ملاعلی به جهت قدمت این روستا به نام رودخانه ملاعلی نامگذاری شده است .

## آب و هوا و محصولات
به دلیل معتدل و کوهستانی بودن این منطقه بیشتر محصولات کشاورزی تولید می‌شود.
اکثر محصولات این روستا زیتون، گردو و انار می‌باشد.

## جمعیت
جمعیت این روستا بر اساس سرشماری نفوس و مسکن سال ۱۴۰۱ به ۳۳۰ تن رسید.
مردم این روستا به زبان ترکی آذربایجانی سخن میگویند.